# Khô cá lóc
Khô cá lóc đồng là món ăn được làm từ cá lóc tẩm gia vị của vùng Miền Tây như: muối, bột ngọt, hạt tiêu, tẩm màu cá khô bằng ớt trái lớn (ớt bỏ hột giã lấy nước) ướp cá khoảng 30 phút. Sau đó đem phơi với nắng gắt 3 đến 4 ngày. Cá sau khi khô được phân chia bịch 1 kg và được bảo quản ngăn tủ mát. Do đó dù để lâu vẫn giữ được mùi vị thơm ngon của khô cá lóc.

## Một số món ngon
Khô cá lóc đem nướng làm ta cảm nhận được mùi vị thơm ngon của nó. Sau khi nướng, đập cho khô mềm, tơi cho dễ xé nhỏ. Khô cá lóc được làm gỏi như: gỏi xoài, gỏi dưa leo, gỏi lá sầu đâu, gỏi đu đủ... Bên cạnh đó, khô cá lóc còn đem chiên, kho ăn rất ngon và lạ miệng.

## Cách thưởng thức
- Khô cá lóc nướng, xé nhỏ, nhậu với rượu đế hoặc bia.
- Khô cá lóc nướng ăn với cơm nguội.
- Ở vùng Quảng Trị còn có món khô cá tràu Gio Linh, là một biến tấu của khô cá lóc. Món này thường làm đồ nhắm uống rượu, bia hay làm món nhậu hoặc kho lên ăn với cơm.